# Ewaldo Schaefer
Ewaldo Schaefer ou Evaldo Schaefer (São José, 5 de junho de 1897 – Florianópolis, 1º de maio de 1971) foi um político e administrador público brasileiro, pioneiro na modernização da gestão municipal em Santa Catarina. Ao longo da carreira, ocupou cargos estratégicos em diversos municípios do estado: foi o primeiro prefeito de Balneário Camboriú — hoje um dos principais polos turísticos e econômicos do litoral catarinense —, exerceu o cargo de Diretor-Geral do Departamento de Administração Municipal do Estado de Santa Catarina, atuou como secretário e prefeito interino de Lages e foi nomeado o primeiro prefeito de Tangará.

## Biografia

### Formação e início de carreira
Formou-se em Contabilidade pelo Instituto Comercial do Rio de Janeiro.
Em 1934, foi nomeado secretário da Prefeitura de Lages, reorganizando seus serviços; em seguida, atuou como inspetor de fazenda do Estado de Santa Catarina.

### Carreira política
- Balneário Camboriú: Em 20 de julho de 1964, com a emancipação de Balneário Camboriú pela Lei n.º 960/1964, Schaefer foi nomeado primeiro prefeito pelo governador Celso Ramos. Instituiu secretarias municipais, definiu a malha urbana inicial e estruturou a legislação básica sobre tributos, obras e posturas[8]; relato no site da prefeitura[9]. A toponímia foi oficializada em 20 de novembro de 1979 pela Lei Ordinária n.º 5630[10], sancionada pelo governador Jorge Konder Bornhausen.
- Lages: Em 2 de novembro de 1937, Schaefer foi nomeado prefeito de Lages. Durante seu mandato, promoveu a pavimentação de vias urbanas e melhorias no abastecimento de água, estruturando serviços públicos essenciais[11].
- Departamento de Administração Municipal do Estado de Santa Catarina (1938–1939): Em dezembro de 1937, o presidente Getúlio Vargas instituiu o Departamento de Administração Municipal do Estado de Santa Catarina (Decreto-Lei nº 9/1937, combinado com o Decreto-Lei nº 95/1938), com a missão de supervisionar e coordenar as finanças dos municípios catarinenses e emitir pareceres sobre a abertura de créditos suplementares. Em dezembro de 1938, o interventor federal Nereu Ramos nomeou Schaefer Diretor-Geral desse órgão, validando pareceres técnicos e autorizando créditos suplementares para obras públicas em diversos municípios catarinenses, como Campo Alegre, São Francisco do Sul, Canoinhas e Palhoça.[12]
- Tangará: Com a criação de Tangará pela Lei nº 247/1948, Schaefer foi nomeado primeiro prefeito do município[13]. Em 1949, implantou a estrutura administrativa inicial, elaborando códigos de obras, tributários e de posturas, além de estabelecer o estatuto dos servidores públicos municipais[14].

### Vida pessoal
Casou-se com Maria José de Carvalho Ramos (“Zezé”), bisneta de Laureano José Ramos, patriarca da família Ramos de Lages.
Tiveram dez filhos, entre eles:
- João José Ramos Schaefer – Desembargador, foi presidente do Tribunal de Justiça de Santa Catarina, do TRE-SC e da OAB-SC por três mandatos.[15]
- Evaldo José Ramos Schaefer – médico radiologista (CRM-SC n.º 69; registro emitido em 24 de julho de 1958)[16] pioneiro em sua área, foi um dos radiologistas mais conhecidos da medicina catarinense, atuou por quase 61 anos; fundou a Escola de Vela do Lagoa Iate Clube.[17]
- Hamilton Nazareno Ramos Schaefer – engenheiro eletricista, foi vice-reitor da Universidade Federal de Santa Catarina (UFSC)[18] e presidiu a Associação Catarinense de Engenheiros[19]. Idealizador do Parque de Coqueiros em Florianópolis, realizado com apoio comunitário e posteriormente municipalizado; homenageado com o nome do parque após seu falecimento.[20]

### Falecimento
Faleceu em 1º de maio de 1971, em Florianópolis, aos 73 anos.

## Homenagens e reconhecimentos
- Em 5 de junho de 1997, a Assembleia Legislativa de SC realizou sessão solene em homenagem ao centenário de seu nascimento.[21]
- Em Florianópolis, a rua “Evaldo Schaefer”, no bairro Jardim Atlântico, foi nomeada em sua memória.[22]

## Legado
- **Lages:** modernizou a infraestrutura urbana e os serviços essenciais.
- **Administração Municipal:** seu departamento serviu de modelo para práticas orçamentárias atuais na Secretaria da Fazenda de SC.
- **Tangará:** garantiu transição estável com legislação municipal completa.
- **Balneário Camboriú:** as bases administrativas que implantou foram fundamentais para o desenvolvimento turístico e econômico.